# Tétouan (provins)
Tétouan (arabiska: تطوان, Taţwān, spanska: Tetuán) är en provins i Marocko. Den ligger i regionen Tanger-Tétouan-Al Hoceïma, i den norra delen av landet, 210 km nordost om huvudstaden Rabat. Antalet invånare var 550 374 vid folkräkningen 2014. Arean är 2 570 kvadratkilometer. Provinshuvudstad är Tétouan och näststörsta stad är Oued Laou.